# Майман, Роберт Александрович
Ро́берт Алекса́ндрович Ма́йман (19 мая 1903, Санкт-Петербург — 1 марта 1988, Ленинград) — советский режиссёр и сценарист научно-популярного и документального кино.

## Биография
Родился в Санкт-Петербурге в семье Исаака и Розалии Майман.
В период с 1920 по 1921 год служил в Красной армии на Западном и Юго-Западном фронтах. 
Окончил Ленинградский институт экранного искусства в 1925 году. Работал ассистентом режиссёра у Ф. М. Эрмлера на студии «Ленинградкино» (в дальнейшем — «Совкино»), участвовал в создании фильмов «Дети бури» (1926), «Катька — бумажный ранет» (1926), «Дом в сугробах» (1927), «Парижский сапожник» (1927), «Обломок империи» (1929).
С начала 30-х годов режиссёр учебных военных фильмов «Танк Т-26», «Основы вождения боевых машин» и других. Воинское звание — капитан административной службы. Осенью 1941 года был с братом эвакуирован из Ленинграда в Новосибирск.
С января 1942 года служил в Ленинграде в 54 отдельной ремонтно-восстановительной роте 152 отдельной танковой бригады, затем в Управлении боевой подготовки бронетанковых и механизированных войск Красной армии (УБП БТ и МВ КА).
После демобилизации — режиссёр студии «Лентехфильм» (в дальнейшем — «Леннаучфильм»), где поставил несколько десятков научно-популярных и документальных фильмов.
Член Союза кинематографистов СССР (Ленинградское отделение).
Скончался 1 марта 1988 года в Ленинграде, похоронен на Преображенском еврейском кладбище (участок 1/2 нов., место 607).

### Семья
- Отец — Исаак Соломонович (Залманович) Майман (1869—1960)[1], служил представителем словолитни «О. И. Леман» и владел белошвейной мастерской;
- Мать — Розалия Михайловна Майман (1880—1965)[1];
- Брат — Зиновий Александрович (Исаакович) Майман (1902—1991)[1], дирижёр и композитор.
Cемья жила на Большом проспекте Петроградской стороны, 80[10][11], с середины 1920-х годов — на Проспекте 25 Октября, 32[12].

## Фильмография

### Режиссёр
- 1939 — Танкисты (совместно с З. Драпкиным)[13]
- 1949 — Архитектурные ансамбли Росси[14]
- 1950 — По Кировской области[15]
- 1959 — Этого могло не быть

### Сценарист
- 1928 — Железная лошадь (совместно с З. Драпкиным)[16]
- 1928 — Не так страшен чёрт (совместно с З. Драпкиным)
- 1939 — Танкисты (совместно с З. Драпкиным)

## Награды и звания
- знак «За отличное вождение боевых машин автобронетанковых войск» (1939) — за фильм «Танкисты»;
- орден Знак Почёта (15 декабря 1943)[17];
- медаль «За оборону Ленинграда»[7];
- медаль «За победу над Германией в Великой Отечественной войне 1941—1945 гг.»[7];
- Орден Отечественной войны II степени (6 ноября 1985)[18].